# Тищенко Віра Семенівна
Ві́ра Семе́нівна Ти́щенко (1914 , Григорівка, Конотопський повіт, Чернігівська губернія, Російська імперія  — не пізніше 1944 ) — український державний діяч. Депутат Верховної Ради УРСР першого скликання.

## Біографія
Народилася 1914 року в бідній селянській родині в селі Григорівка, тепер Бахмацький район, Чернігівська область, Україна.
1929 року вступила до колгоспу. З 1933 року — трактористка, бригадир жіночої тракторної бригади Бахмацької МТС, голова сільської ради в Бахмацькому районі.
1938 року була обрана депутатом Верховної Ради УРСР першого скликання по Бахмацькій виборчій окрузі № 35 Чернігівської області.
Під час Великої Вітчизняної війни — у партизанах. Розстріляна німцями.